# 皋落镇
皋落镇，是中华人民共和国山西省晋中市昔阳县下辖的一个乡镇级行政单位。

## 行政区划
皋落镇下辖以下地区：
皋落村、西庄村、罗家井村、南庄村、库城村、碧霞观村、南北岩村、寨背村、桃躯村、青岩底村、西沟村、车寺村、簸箕洼村、柳沟村、铺上村、东峪沟村、小东峪村和马蝉咀村。